# Polzeath
Polzeath – wieś w Anglii, w Kornwalii. Leży 68 km na północny wschód od miasta Penzance i 351 km na zachód od Londynu. W 2001 miejscowość liczyła 1449 mieszkańców.